# Anthurium circinatum
Anthurium circinatum är en kallaväxtart som beskrevs av Thomas Bernard Croat. Anthurium circinatum ingår i släktet Anthurium och familjen kallaväxter. Inga underarter finns listade.